# Mallory-Trichrom-Färbung
Die Mallory-Trichrom-Färbung ist eine histologische Trichrom-Färbungsmethode.

## Eigenschaften
Die Mallory-Trichrom-Färbung wurde zur differenzierten Anfärbung von Kollagen und retikulären Fasern verwendet. Sie verwendet nach der Fixierung zur Färbung Säurefuchsin, Molybdatophosphorsäure oder Wolframatophosphorsäure, Orange G, Anilinblau oder Methylenblau und Oxalsäure. Die zytoplasmatische Färbung erfolgt mit Säurefuchsin. Die Nukleinsäuren und Proteinfasern werden mit Methylenblau gefärbt. Der Zusatz von Orange G dient zur Färbung der Erythrozyten.

## Geschichte
Die Mallory-Trichrom-Färbung wurde 1900 von Frank Mallory (1862–1941) entwickelt.